# Kleptochthonius pluto
Espèce
Kleptochthonius pluto est une espèce de pseudoscorpions de la famille des Chthoniidae.

## Distribution
Cette espèce est endémique du Tennessee aux États-Unis. Elle se rencontre dans la grotte Raven Bluff Cave dans le comté d'Overton.

## Description
Le mâle holotype mesure 2,47 mm et la femelle paratype 2,18 mm, les mâles mesurent de 2,17 à 2,55 mm et les femelles de 2,18 à 2,71 mm.

## Publication originale
- Muchmore, 1965 : North American cave pseudoscorpions of the genus Kleptochthonius, subgenus Chamberlinochthonius (Chelonethida, Chthoniidae). American Museum Novitates, no 2234, p. 1-27 (texte intégral).